# Општина Костешти (Бузау)
Костешти (рум. Costeşti) општина је у Румунији у округу Бузау.
Oпштина се налази на надморској висини од 78 m.